# Ennominae
Sous-famille
Les Ennominae sont une sous-famille de lépidoptères (papillons) de la famille des Geometridae.

## Liste des tribus
- Abraxini
- Angeronini
- Apeirini
- Apochimini
- Azelinini
- Bistonini
- Boarmiini
- Bupalini
- Caberini
- Campaeini
- Cheimopteni
- Cleorini
- Colotoini
- Cystidiini
- Desertobiini
- Ennomini
- Erannini
- Gnophini
- Lithinini
- Macariini
- Melanolophiini
- Nacophorini
- Ourapterygini
- Phaselini
- Sphacelodini
- Therini
- Wilemanini

## Principaux genres et espèces d'Europe(à compléter)

Cleora cinctaria, des Cleora, des Boarmiini, des Ennominae
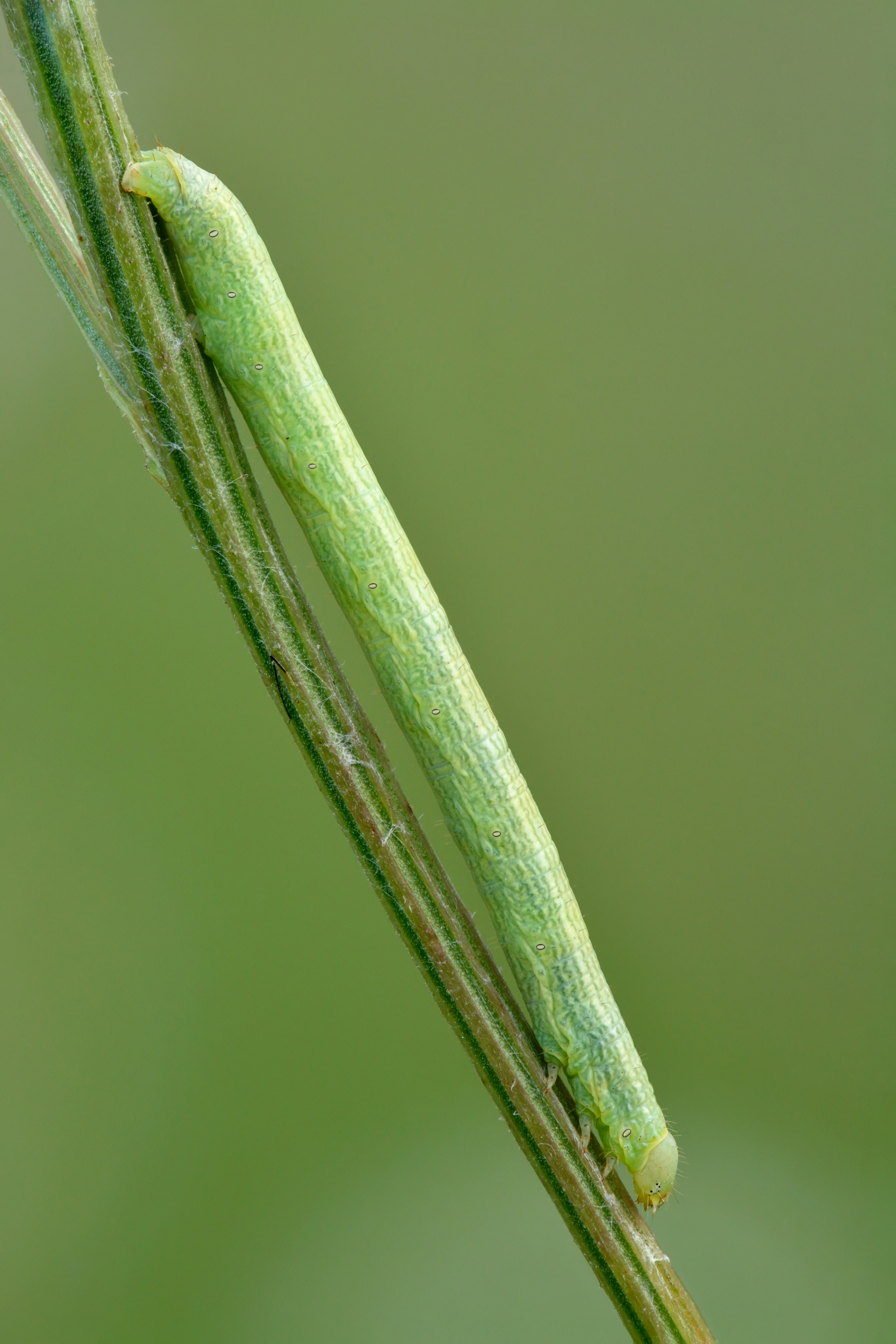
... de profil
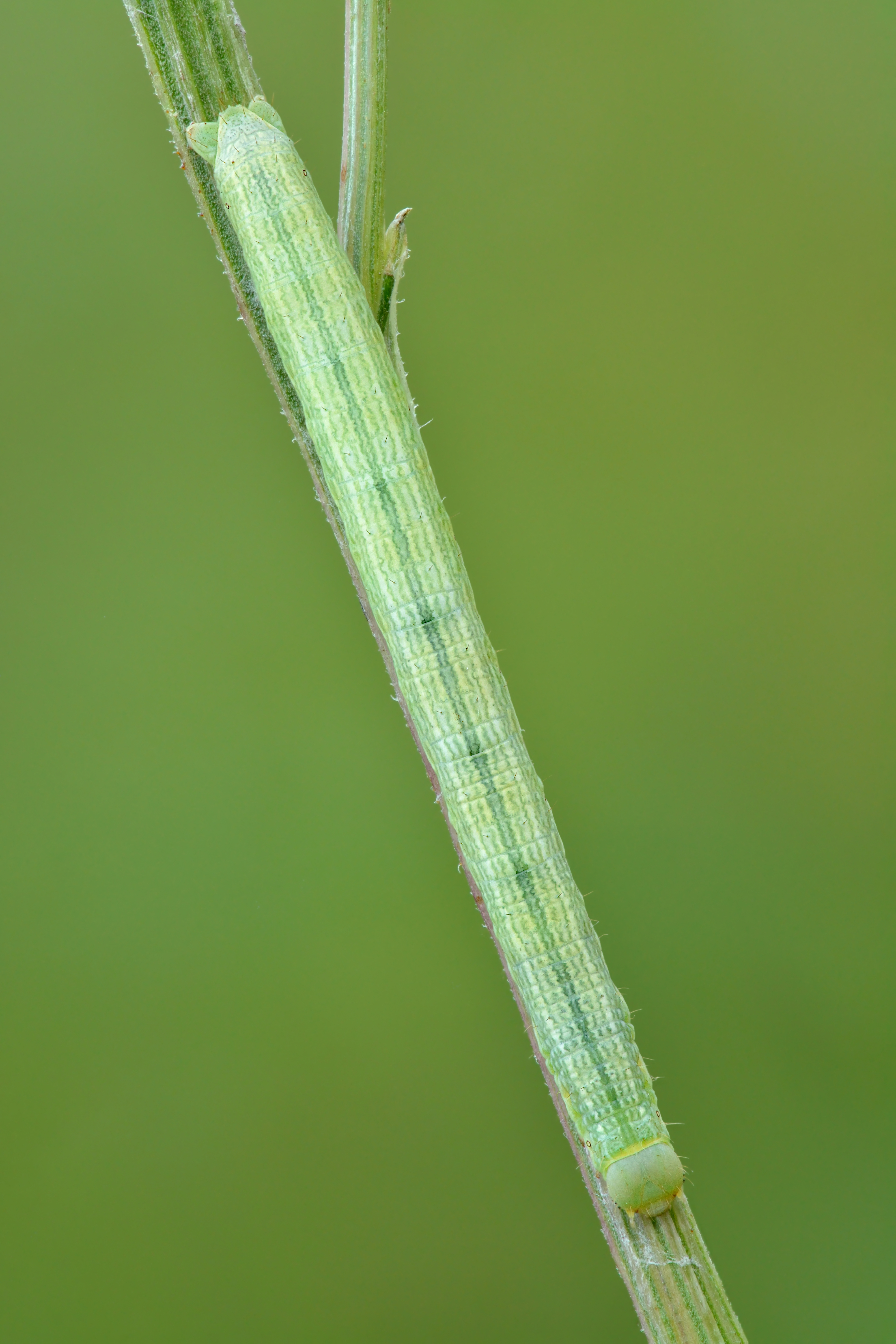
... de dos

- Abraxas
  - Abraxas grossulariata - la Zérène du groseillier
  - Abraxas pantaria
  - Abraxas sylvata - la Zérène de l'orme
- Adactylotis
  - Adactylotis contaminaria
- Aethalura
  - Aethalura punctulata
- Agriopis
  - Agriopis aurantiaria - l'Hibernie orangée
  - Agriopis bajaria
  - Agriopis leucophaearia - l'Hibernie grisâtre
  - Agriopis marginaria - l'Hibernie hâtive
- Alcis
  - Alcis maculata
  - Alcis repandata - la Boarmie recourbée
- Aleucis
  - Aleucis distinctata
- Angerona
  - Angerona prunaria - l'Angéronie du Prunier
- Apeira
  - Apeira syringaria - l'Ennomos du lilas
- Apocheima
  - Apocheima hispidaria
  - Apocheima pilosaria
- Apochima
  - Apochima flabellaria
- Arichanna
  - Arichanna melanaria
- Artiola
  - Artiora evonymaria
- Ascotis
  - Ascotis selenaria
- Aspitates
  - Aspitates gilvaria
- Athroolopha
  - Athroolopha chrysitaria
- Bichroma
  - Bichroma famula
- Biston
  - Biston betularia - la Phalène du bouleau
  - Biston strataria - la Marbrée
- Bupalus
  - Bupalus piniaria - la Fidonie du pin
- Cabera
  - Cabera exanthemata (Scopoli, 1763) - la Cabère pustulée
  - Cabera pusaria (Linnaeus, 1758) - la Cabère virginale
- Calamodes
  - Calamodes occitanaria
- Campaea
  - Campaea honoraria
  - Campaea margaritaria (syn. Campaea margaritata) - le Céladon
- Cepphis
  - Cepphis advenaria
- Charissa
  - Charissa ambiguata
  - Charissa mucidarius
  - Charissa variegata
- Chiasmia  Chiasmia clathrata

Chiasmia clathrata

  - Chiasmia clathrata (Linnaeus, 1758) - le Géomètre à barreaux
- Cleora
  - Cleora cinctaria
- Cleorodes
  - Cleorodes lichenaria Cleorodes lichenaria.
- Colotois
  - Colotois pennaria
- Crocallis

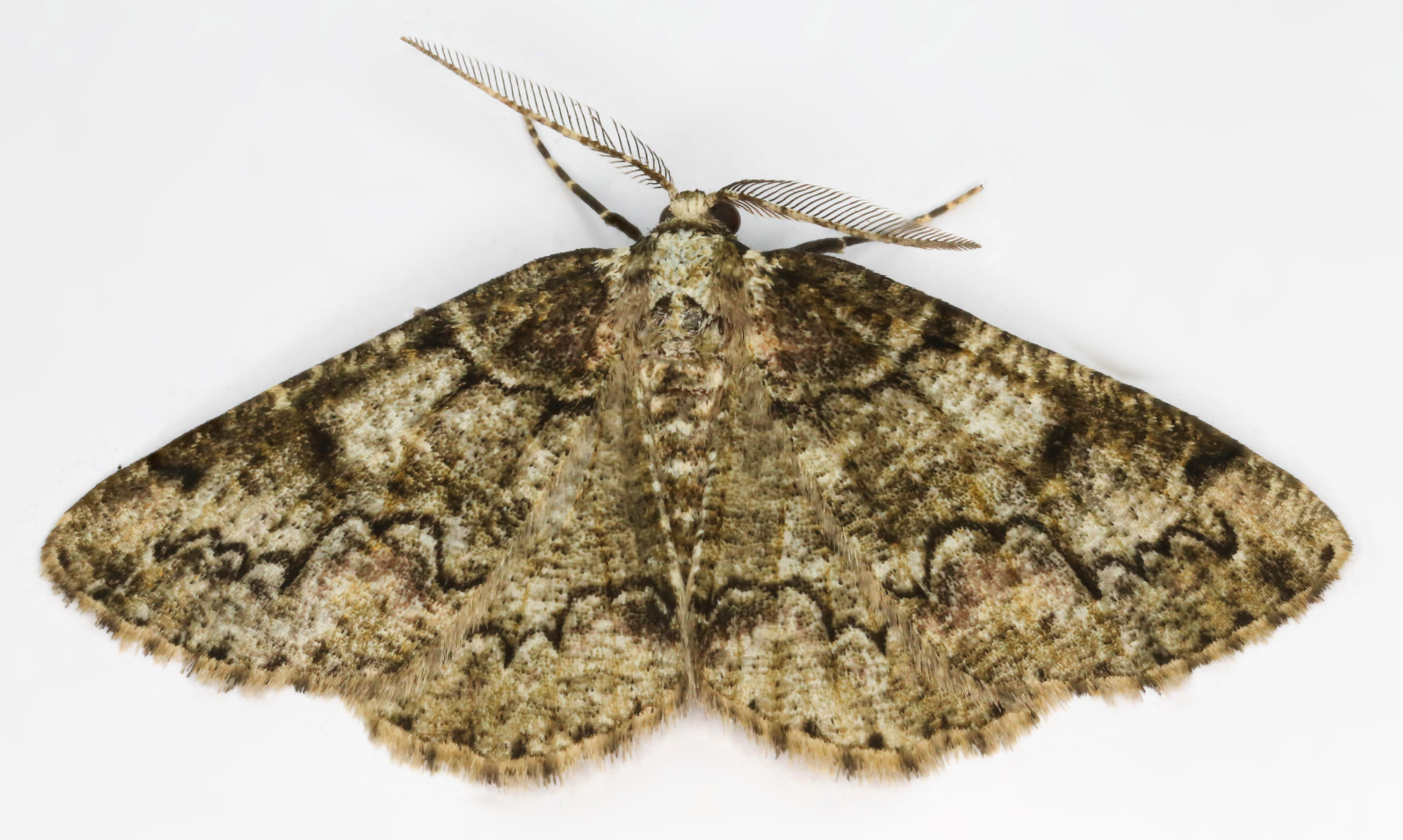
Cleorodes lichenaria.

  - Crocallis elinguaria - la Crocalle aglosse
- Crocota
  - Crocota peletieraria (Duponchel, 1830) - La Fidonie des Pyrénées
  - Crocota pseudotinctaria  (Leraut, 1999) - La Fidonie de Leraut
  - Crocota tinctaria  (Hübner, 1799) -  La Fidonie lutée
- Deileptenia
  - Deileptenia ribeata
- Dicrognophos
  - Dicrognophos sartatus
- Ectropis
  - Ectropis crepuscularia
- Ematurga
  - Ematurga atomaria
- Enconista
  - Enconista miniosaria
- Ennomos
  - Ennomos alniarius
  - Ennomos erosarius
  - Ennomos quercarius
  - Ennomos quercinarius
- Epione
  - Epione paralellaria
  - Epione repandaria
- Erannis
  - Erannis defoliaria
- Eurranthis
  - Eurranthis plummistaria
- Glacies
  - Glacies coracina
- Gnophos
  - Gnophos furvatus
- Gonodella
  - Godonella aestimaria
- Hylaea
  - Hylaea fasciaria - la Métrocampe verte
- Hypomecis
  - Hypomecis punctinalis
  - Hypomecis roboraria
- Hypoxystis
  - Hypoxystis pluviaria
- Isturgia
  - Isturgia limbaria
- Itame
  - Itame vincularia
  - Itame wauaria
- Ligdia
  - Ligdia adustata - la Phalène du fusain
- Lipogya
  - Lipogya eutheta
- Lomaspilis
  - Lomaspilis marginata
- Lomographa
  - Lomographa bimaculata
  - Lomographa temerata
- Lycia
  - Lycia florentina
  - Lycia hirtaria - la Phalène hérissée
  - Lycia pomonaria - la Phalène pomone
  - Lycia zonaria
- Macaria (genre)
- Megalycinia
  - Megalycinia serraria
- Menophra
  - Menophra abruptaria - la Boarmie pétrifiée  Menophra abruptaria - ♂
- Nychiodes
  - Nychiodes obscuraria
- Odontognophos
  - Odontognophos dumetatus
- Odontopera
  - Odontopera bidentata
- Opisthograptis
  - Opisthograptis luteolata
- Ourapteryx

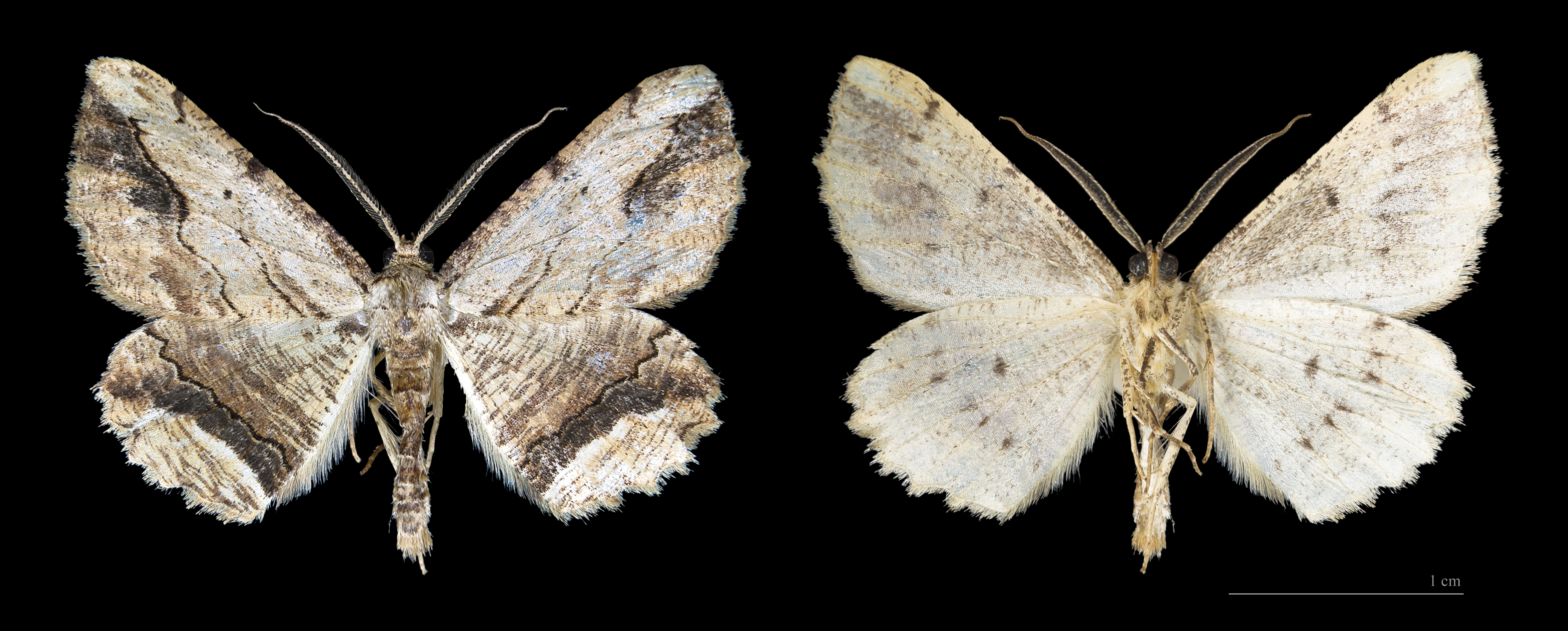
Menophra abruptaria -

  - Ourapteryx sambucaria - la Phalène du sureau ou Phalène soufrée.
- Pachycnemia
  - Pachycnemia hippocastanaria
- Parectropis
  - Parectropis similaria - La Boarmie frottée
- Perconia
  - Perconia strigillaria
- Peribatodes
  - Peribatodes rhomboidaria - la Boarmie rhomboïdale
  - Peribatodes secundaria
  - Peribatodes umbraria
- Petrophora
  - Petrophora chlorosata - la Phalène de l'Aquiline
  - Petrophora convergata
  - Petrophora narbonea
- Plagodis
  - Plagodis dolabraria
  - Plagodis pulveraria
- Pseudopanthera  Pseudopanthera macularia

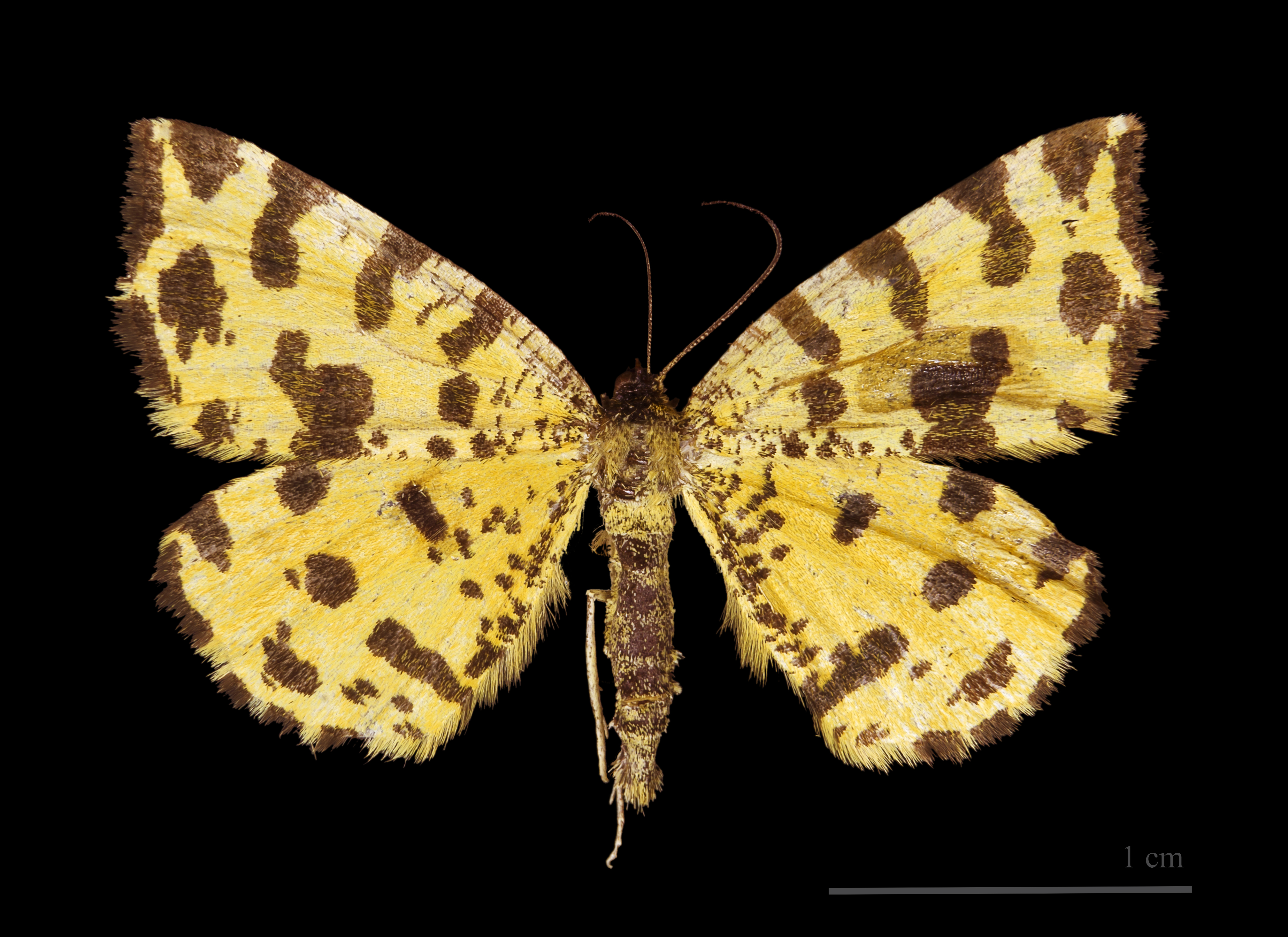
Pseudopanthera macularia

  - Pseudopanthera macularia - la Panthère
- Psodos
  - Psodos quadrifaria
- Puengeleria
  - Puengeleria capreolaria
- Selenia
  - Selenia dentaria - l'Ennomos illunaire
  - Selenia lunularia - l'Ennomos lunaire
  - Selenia tetralunaria - l'Ennomos illustre  Selenia tetralunaria

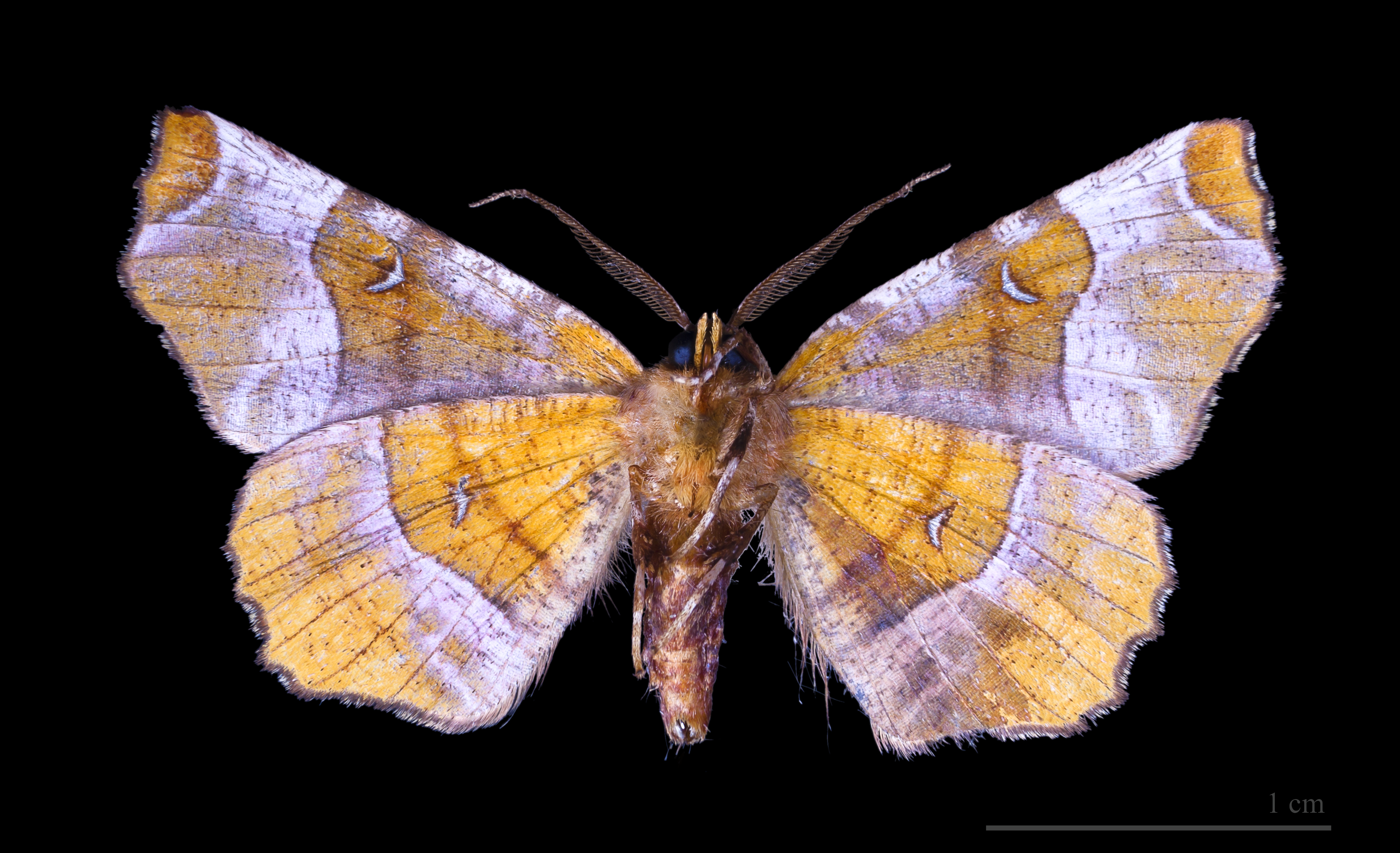
Selenia tetralunaria

- Selidosema
  - Selidosema brunnearium
  - Selidosema taeniolarium
- Semiaspilates
  - Semiaspilates ochrearius
- Semiothisa
- Siona
  - Siona lineata
- Stegania
  - Stegania trimaculata
- Tephrina
  - Tephrina murinaria
- Tephronia
  - Tephronia oranaria
- Theria
  - Theria primaria
  - Theria rupicapraria

- Cleora cinctaria , des Cleora, des Boarmiini, des Ennominae
- ... de profil
- ... de dos

### Autres
- Amelora
- Epimecis
  - Epimecis hortaria (Amérique du Nord)
- Mnesampela
  - Mnesampela privata (Australie)
- Paralaea